# Психосексуальное развитие
Психосексуальное развитие (англ. psychosexual development) — процесс формирования полового самосознания, половой роли и психосексуальных ориентаций.
В психоанализе, разработанном Зигмундом Фрейдом, психосексуальное развитие объясняется на языке изменений в биологическом функционировании индивидуума. Опыт человека на каждом этапе оставляет свой отпечаток в виде установок, черт личности и ценностей, приобретённых в соответствующей фазе.
Фазы — этапы на пути развития, результаты прохождения которых являются предпосылками к формированию характера. В случае сильных потрясений могут вызывать неврозы. Названия фаз определяют основную телесную (эрогенную) зону, в которой концентрируется энергия либидо и с которой связано ощущение удовольствия в данном возрасте.

## Фазы

### Оральная фаза
От момента рождения до 1,5 лет — первый этап детской сексуальности, в которой рот ребёнка выступает в качестве первичного источника удовлетворения основной органической потребности, что выражается в процессах сосания, кусания и глотания. Характеризуется катекцией (сосредоточением) большей части энергии либидо в области рта.
В самом начале жизни, после рождения, половое влечение неотделимо от инстинкта самосохранения, но в отличие от последнего обладает способностью к вытеснению и сложной трансформации. Рот же является первой областью организма, которой ребёнок может управлять.
Первым объектом орального компонента является материнская грудь, удовлетворяющая потребность младенца в пище. В акте сосания эротический компонент становится самостоятельным и заменяется органом собственного тела. Последующее развитие имеет две цели: отказ от аутоэротизма и объединение объектов отдельных влечений.
Во время кормления, ребёнка утешают лаской, покачиванием, уговорами. Эти ритуалы помогают уменьшить напряжение и могут ассоциироваться ребёнком с процессом кормления (удовольствия). Формируются установки относительно окружающего мира: доверие — недоверие, зависимость — независимость, чувство опоры или фатального отсутствия помощи извне. Формируются навыки любви.
В первые 6 месяцев чрезмерная или недостаточная стимуляция может привести к дальнейшей пассивности человека и впоследствии проявиться в адаптационных способах, связанных с демонстрацией беспомощности, излишней доверчивости, избалованности и в поиске постоянного одобрения.
Во второй половине фазы акцент смещается на действие кусания и жевания. В зависимости от прохождения может выражаться в любви к спорам, циничности и пессимизму. Область рта, по мнению Фрейда, остаётся важной эрогенной зоной на протяжении жизни человека и выражается остаточным оральным поведением — обжорством, курением, грызением ногтей.

### Анальная фаза
(1,5—3,5 года) — второй этап детской сексуальности, на которой ребёнок учится контролировать свои акты дефекации, испытывая удовольствие от опорожнения и интерес к производимому процессу. В этот период ребёнок приучается к чистоплотности и пользованию туалетом, умению сдерживать позывы к испражнениям. Формируется Эго как инструмент реализации потребностей Ид.
Способ приучения к туалету и реакции родителей определяют формы самоконтроля и саморегуляции ребёнка.
В случае неадекватных либо завышенных требований родителей формируются реакции протеста — «удерживание» (запоры) или «выталкивания» (плохое пищеварение, поносы). Эти реакции в последующем трансформируются в формы характера: анально-удерживающий (упрямый, скупой, жадный, педантичный, перфекционистичный) и анально-выталкивающий (беспокойный, импульсивный, склонный к разрушению).

### Фаллическая фаза
(3,5 года — 6 лет) — третий этап детской сексуальности, на которой ребёнок начинает изучать своё тело, рассматривать и трогать свои половые органы. Возникает интерес к отношениям полов, появлению детей. Появляется интерес к родителю противоположного пола, идентификация с родителем своего пола и прививание определённой половой роли. Формируется Супер-Эго как контролирующая часть личности, отвечающая за соблюдение полученных норм поведения и следования образу правильного поведения.
Повышение интереса к гениталиям может выражаться в начале мастурбации именно в этом возрасте. Главный символ этого периода — мужской половой орган, фаллос, основная задача — половая самоидентификация.
У мальчика начинает проявляться Эдипов комплекс — желание обладать своей матерью. Препятствием желанию является более сильный мужчина — его отец. Вступая в бессознательное соперничество с отцом, мальчик испытывает страх кастрации как результата проигрыша борьбы. В возрасте около 5—6 лет амбивалентные чувства (любовь к матери или ненависть к отцу) преодолеваются, и мальчик подавляет свои сексуальные желания к матери. Одновременно начинается идентификация себя с отцом: подражание интонациям, высказываниям, перенимание привычек, установок и норм поведения.
Люди с фаллическим типом характера (фаллической фиксацией) обычно ведут себя вызывающе, ярко, буквально «втыкают» себя в реальность. Такая хара́ктерная ориентация может граничить с истерической психопатией из-за схожести в поведении.
У девочки проявляется любовь к отцу — комплекс Электры.

### Латентная фаза
(6—12 лет) — четвёртый этап детской сексуальности, характеризующийся снижением полового интереса. Психическая инстанция «Я» полностью контролирует потребности «Оно». Будучи оторванной от сексуальной цели, энергия либидо переносится на несексуальные цели: учёбу, освоение культурного опыта, а также на установление дружеских отношений со сверстниками и взрослыми за пределами семейного окружения.

### Генитальная фаза
(12—17 лет) — пятый этап, заключительный этап психосексуальной концепции Фрейда. Обуславливается биологическим созреванием в пубертатный период и завершением психосексуального развития. Происходит прилив сексуальных сил и агрессивных побуждений. На данном этапе формируются зрелые сексуальные отношения. Становится важным поиск своего места в обществе, выбор полового партнёра. Происходит освобождение от авторитета родителей и от привязанности к ним.

## Критика психоанализа
Психоанализ Фрейда, включающий и концепцию психосексуального развития, дал самый значимый импульс развитию сексологии за всю её историю. Однако современные достижения науки не позволяют рассматривать его положения как универсальные.

## Генитальный характер
Генитальный характер — это совокупность черт человека, определяющих его мышление, поведение, образ действий, связанных с сексуальной жизнью. На уровне зрелой личности — это способность к гетеросексуальной любви без чувства вины или конфликтных переживаний. Зрелой личности присущи активность в решении жизненных проблем и умение трудиться, откладывать удовлетворение на потом, ответственность в сексуальных и социальных отношениях, забота о других людях.
Вильгельм Райх противопоставлял понятие генитальный характер характеру невротическому. В первом случае индивид может управлять сексуальной энергией и нормами морали сообразно ситуации. При невротическом характере гармония нарушается и происходит застой либидо из-за ограничений рамок морали Супер-Эго. Образуется такой панцирь, который стесняет, контролирует каждое действие и функционирует автоматически, не сообразуясь с внешней ситуацией. При генитальном характере тоже образуется панцирь, но мышление и действия предопределяются самим человеком.